# Disney Illusion Island
Disney Illusion Island est un jeu vidéo de plates-formes de type metroidvania, développé par Dlala Studios et édité par Disney Games, sorti le 28 juillet 2023 sur Nintendo Switch.

## Système de jeu

### Généralités
Disney Illusion Island est un jeu de plates-formes, avec des graphismes en deux dimensions, de type metroidvania.

### Ajout post-lancement
La mise à jour Keeper Up introduit les défis chronométrés. Dans ce mode de jeu, le joueur doit terminer un niveau le plus rapidement possible avant la fin d'un temps limité tout en récoltant des objets collectionnables.

## Développement

### Mise à jour
Le jeu reçoit une mise à jour gratuite, intitulée Keeper Up, à partir du 13 décembre 2023. Elle apporte un nouveau mode de jeu avec des défis chronométrés, des fonctionnalités d'accessibilité ainsi qu'une carte améliorée.

## Accueil

### Distinction
En novembre 2023, Disney Illusion Island fait partie des cinq nommés des Game Awards pour la catégorie « meilleur jeu familial ». Toutefois, en décembre 2023, à l'issue de la cérémonie, il ne décroche pas le prix, remporté par Super Mario Bros. Wonder.